# Medica (faculteitskring)
Medica is de faculteitskring voor de studenten geneeskunde en biomedische wetenschappen aan de Katholieke Universiteit Leuven, faculteit geneeskunde. De fakbar (het faculteitscafé) van Medica heet Doc's Bar en is te vinden op de Brusselsestraat 246 in Leuven. Medica stond samen met LBK bekend als medeorganisator van het evenement Bloedserieus, een actie ter bevordering van het bloedgeven. Sinds 2010 is Bloedserieus Leuven onafhankelijk van de kringen. Medica is lid van de Leuvense Overkoepelende KringOrganisatie. De kring is qua ledenaantal de grootste in Leuven.
Als faculteitskring zorgt Medica voor de vertegenwoordiging van de faculteitsstudenten op meerdere niveaus. Het zorgt ook voor een ruim aanbod aan sociale en studentikoze activiteiten, zoals cantussen en feestjes. Medica vormt samen met andere faculteitskringen van campus Gasthuisberg (Medisoc, Eros, KLA en StEIL) een team op de 24 urenloop, gekend als het Hoogmedisch Verbond.